# Little River (Miami)

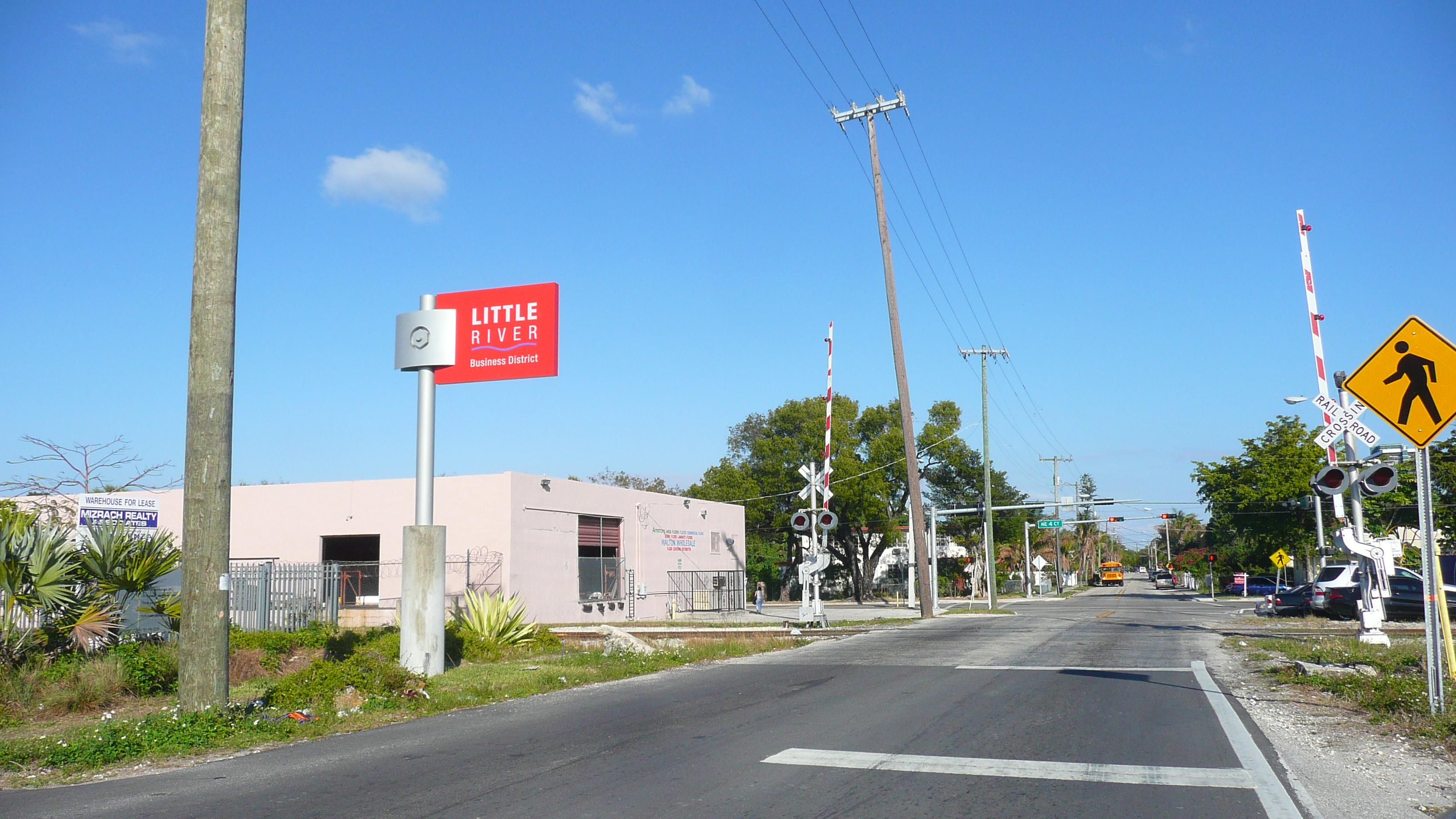
Little River w Miami

Little River – dzielnica miasta Miami, na Florydzie w Stanach Zjednoczonych. Położona na północ od Little Haiti.

## Geografia
Leży na współrzędnych geograficznych 25°50′53″N 80°11′35″W/25,848000 -80,193000, na wysokości 2 m n.p.m.